# Will Truman
Will Truman es un personaje de ficción de la serie de televisión Will & Grace. Will es interpretado por Eric McCormack. 
Will es uno de los dos protagonistas de la serie, junto a Grace, es homosexual y vive con su mejor amiga, Grace. Es divertido, insolente, desinhibido y amante del refinamiento y el lujo. 
Will Truman es un abogado gay que no solo ha asumido plenamente su homosexualidad, sino que hace de ella un icono de bandera provocador en toda clase de situaciones.
Durante la universidad era novio de Grace; al darse cuenta de su homosexualidad el romance dio lugar a la amistad lo cual no quita que Grace siga enamorada de él.
Además de Grace, Karen (la asistente de Grace, aunque nunca trabaja, es una mujer adinerada, alcohólica y consume muchas drogas distintas es interpretada por Megan Mullall) y Jack (es amigo y vecino de Will, también gay, normalmente está desempleado, aunque ha sido mesero, actor, enfermero y ejecutivo de un canal de televisión gay; es interpretado por Sean Hayes) complementan su círculo de amigos íntimos.
Tenía su propio despacho pero cuando le falló su mayor cliente, quedó sin trabajo hasta que Doucette lo contrató.

## Familia
- George Truman es el padre de Will, le fue infiel a su esposa con Tina (que es interpretada por Lesley Ann Warren); George es interpretado por Sydney Pollack.
- Marilyn Truman es la madre de Will, tuvo una gran depresión cuando George la dejó, es interpretada por Blythe Danner.
- Will tiene dos hermanos, Sam (es arquitecto y durante años no se habló con Will; tuvo una aventura de una noche con Grace; es interpretado por John Slattery) y Paul (es interpretado por Jon Tenney) que está casado con Peggy (que es interpretada por Helen Slater).

## Compañeros de trabajo
- Harlin Polk, era un colega de Will, interpretado por Gary Grubbs.
- Benjamin Doucette es uno de los socios de Doucette y Stein; es interpreado por Gregory Hines.
- Señor Stein, después de retirarse Doucette, Stein regresa de Inglaterra para dirigir "Doucette y Stein", Will es su brazo derecho; es interpretado por Gene Wilder.

## Amigos
- Ellen (interpretada por Leigh -Allyn Baker) y Rob (interpretado por Tom Gallop) son una pareja de amigos de Will y Grace desde la universidad.
- Larry (interpretado por Tim Baglei) y Joe (interpretado por Jerry Levine) son una pareja de gais, muy amigos de Will y Grace tienen una hija que se llama Hanna.
- Jurgen Franzblau (Todd Eckert) y Steve (Steve Paymer) son amigos de Will y juegan al póker con él.

## Parejas
- Michael es la expareja de Will salieron durante 7 años; es interpretado por Chris Potter.
- Vince D'Angelo (Bobby Cannavale), Policía de Nueva York, última pareja de Will (Temporadas 6-8) con el que cría a su hijo Ben.

Otras parejas a destacar: Matthew Moshia (Patrick Dempsey).
- Datos: Q2564330